# Kopaniec (Basse-Silésie)
Pour les articles homonymes, voir Kopaniec (Poméranie-Occidentale).
Kopaniec est une localité polonaise de la gmina de Stara Kamienica, située dans le powiat de Jelenia Góra en voïvodie de Basse-Silésie.